# Devia xeromorpha
Devia xeromorpha är en irisväxtart som beskrevs av Peter Goldblatt och John Charles Manning. Devia xeromorpha ingår i släktet Devia och familjen irisväxter. Inga underarter finns listade i Catalogue of Life.